# Лента (город)
Лента (итал. Lenta) — коммуна в Италии, располагается в регионе Пьемонт, в провинции Верчелли.
Население составляет 897 человек (2008 г.), плотность населения составляет 49 чел./км². Занимает площадь 19 км². Почтовый индекс — 13035. Телефонный код — 0163.
Покровителем коммуны почитается святой Олимпий, празднование 16 июня.

## Демография
Динамика населения: